# Bengt Anderberg

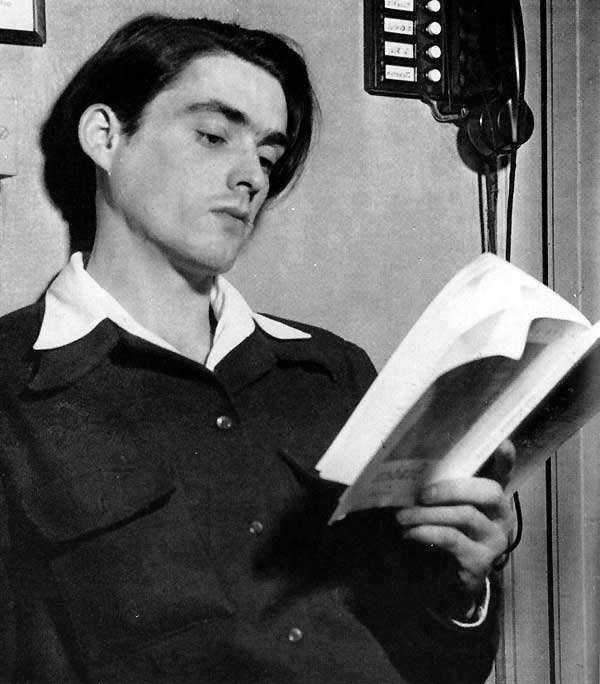
Bengt Anderberg (1950)

Bengt Nikolas Anderberg (* 17. April 1920 in Göteborg; † 24. September 2008 in Rønne) war ein schwedischer Übersetzer und Schriftsteller.
Bengt Anderberg wurde erstmals 1948 durch das Buch Kain bekannt. Als Schriftsteller brach er mit Tabus wie Sexualität oder religiöser Engstirnigkeit. Er schrieb 48 Jahre lang für den Kulturbereich des Magazins Expressen.

## Leben
Anderberg wuchs in Göteborg als Sohn eines Verlegers auf. Nach seinem Studium arbeitete er ab 1937 als Journalist unter anderem für Göteborgs Morgonpost. Seine schriftstellerische Karriere begann 1945 mit der Kurzgeschichtensammlung En kväll om våren. Im Jahr 1946 veröffentlichte er die Gedichtsammlung Fåglar sowie die Romane Fanny und Nisse Bortom. Ein Jahr später folgte Kristofer. Diese Art von romantischer Literatur war zu dieser Zeit nicht ganz unüblich.
1948 wurde sein Antikriegsroman Kain herausgebracht, der sich deutlich von seiner vorherigen Literatur unterschied. Seine Art, Erotik zu porträtieren, war so zuvor nie dagewesen. Aufgrund seiner starken pazifistischen Tendenz und seiner sexuellen Offenheit löste der Roman eine hitzige Debatte aus. Anderberg wurde über Nacht berühmt und beinahe eines moralischen Verbrechens angeklagt.
In den 1950er, 1960er und 1970er Jahren veröffentlichte Anderberg Dramen, Essays und Erzählprosa. Aufgrund von Alkoholproblemen wurden seine Werke mitunter auch nach langen Pausen veröffentlicht. Anderberg war bekannt dafür seine Leserschaft mit seinen Werken herauszufordern. 1999 wurde der Roman Amorin herausgebracht. Dieser fand großen Anklang bei Kritikern.
Anderberg war langjähriger Autor des Expressen und arbeitete als Literaturkritiker für das Magazin. Darüber hinaus war er Kolumnist, Feuilletonist für verschiedene Zeitungen.
Gemeinsam mit Per Runesson hatte Anderberg regelmäßige Auftritte im Radio.
Er gab die ersten Bände der Kärlek (deutsch: Liebe oder Liebe in Schweden) Buchreihe heraus, die zwischen 1965 und 1970 im Corniche-Verlag erschienen. Die Buchreihe entstand zu einer Zeit, in der erotische Literatur zum Teil noch zensiert wurde. Es war ein erfolgreicher Versuch hochwertige und anspruchsvolle Erotikliteratur zu veröffentlichen, die von ernsthaften Schriftstellern verfasst wurde, im Gegensatz zu einiger Literatur in pornografischen Magazinen.
Bengt Anderberg übersetzte Werke von Botho Strauss, William Shakespeare (Hamlet, The Tempest), Jens August Schade, Bertolt Brecht (Arturo Ui) und Charles Dickens ins Schwedische.
2014 wurde die Bengt Anderberg-sällskapet (Bengt Anderberg Gesellschaft) gegründet, die die Verbreitung der Texte des Autors fördern möchte.
Bengt Anderberg war von 1947 bis zu seinem Lebensende mit der Keramikerin Astrid Anderberg verheiratet. Er starb am 24. September 2008 in Rønne.

## Werke
Deutsche Übersetzungen
- Kain, deutsch von Hanns Muche und Ida Clemenz. Hamburg: Akros Verlag. 1953. (Kain. Stockholm: Bonnier. 1948)
- Als Großmutter Rotkohl kochte, deutsch von Anna-Liese Kornitzky. In: Weihnachten, als ich klein war Hamburg: Oetinger. 1996.  (När farmor kokade rödkål. In: En jul när jag var liten. Stockholm: Rabén & Sjögren. 1993)
- Im hohen Norden, deutsch von Klaus Möllmann. In: Klaus Möllmann (Hrsg.): Schwedische Erzähler aus acht Jahrzehnten Berlin: Verlag Volk u. Welt. 1986. S. 305–311

Schwedische Werke
- En kväll om våren. Stockholm: Bonnier. 1945.
- Fanny. Stockholm: Bonnier. 1946.
- Fåglar. Stockholm: Bonnier. 1946.
- Nisse Bortom. Stockholm: Bonnier. 1946.
- Kristofer. Stockholm: Bonnier. 1947.
- Löjtnant Pilo. Stockholm: Radioteatern. 1947.
- Niklas och Figuren. Stockholm: Bonnier. 1950.
- Den känslofulle vargen. Stockholm: Bonnier. 1952.
- Borba : radiopjäs. Stockholm: Radioteatern. 1956.
- Sagospel. Stockholm: Bonnier. 1960.
- Dantes Inferno. Göteborg: Zinderman. 1961.
- Pittoreskt album. Stockholm: Bonnier. 1963
- Poas sagobok. Göteborg: Zinderman. 1964.
- I flykten. Stockholm: Bonnier. 1970.
- En äldre herre med glasögon. Göteborg: Författarförl. 1971.
- Grisen och stjärnan. Stockholm: Bonnier. 1979.
- Fritt efter naturen. Stockholm: Bonnier. 1981.
- Nattljus: valda dikter 1945–1985. Stockholm: Bonnier. 1985.
- En förtrollad värld. Stockholm: Bonnier. 1986.
- Under molnen. Stockholm: Bonnier. 1991.
- Sagan om den lille, lille pojken. Stockholm: Carlsen/if. 1993.
- Sagan om den lilla, lilla flickan. Stockholm: Bonnier Carlsen. 1994.
- Jorden runt på 5 minuter. Stockholm: Rabén & Sjögren. 1996.
- Amorina. Stockholm: Bonnier. 1999

### Drehbuch
- 1957: Wilde Vögel (Vildfåglar)

## Herausgeberschaft
- Kärlek 1. Malmö: Forsbergs förlag. 1965.
  - Liebe 1. Malmö: Corniche. 1965.
- Kärlek 2. Malmö: Forsbergs förlag. 1965.
  - Liebe 2. Malmö: Corniche. 1965.
- Kärlek 3.  Malmö: Forsbergs förlag. 1965.
  - Liebe 3. Malmö: Corniche. 1966.
- Kärlek 4. Malmö: Forsbergs förlag. 1965.
  - Liebe 4. Malmö: Corniche. 1966.
- Kärlek 5. Malmö: Forsbergs förlag. 1966.
  - Liebe 5. Malmö: Corniche. 1967.
- Kärlek 6. Malmö: Forsbergs förlag. 1966.
  - Liebe 6. Malmö: Corniche. 1967.
- Kärlek 7. Malmö: Forsbergs förlag. 1967.
  - Liebe 7. Malmö: Corniche. 1968.
- Kärlek 8. Malmö: Forsbergs förlag. 1967.
  - Liebe 8. Malmö: Corniche. 1968?.
- Kärlek 9. Malmö: Forsbergs förlag. 1968.
- Kärlek 10. Malmö: Forsbergs förlag. 1968.
- Kärlek 11. Malmö: Forsbergs förlag. 1969.
- Kärlek 12. Malmö: Forsbergs förlag. 1969.
- Kärlek 13. Malmö: Forsbergs förlag. 1970.
- Kärlek 14. Malmö: Forsbergs förlag. 1970.

## Auszeichnungen (Auswahl)
- 1946 – Svenska Dagbladets litteraturpris[5]
- 1947 – Albert Bonniers stipendiefond för yngre och nyare författare[5]
- 1979 – Ferlin-Preis[5]
- 1985 – Dobloug-Preis[5]
- 2001 – Lundbypriset[6]